# Quentin Snider
Quentin Snider (Louisville, 14 febbraio 1995) è un cestista statunitense.

## Palmarès
- Campionato cipriota: 1

AEK Larnaca: 2020-2021
- Coppa di Cipro: 1

AEK Larnaca: 2020-2021
- Supercoppa polacca: 1

Stal Ostrów Wiel: 2022